# Concurso de Poesía Gustavo Batista Cedeño
El Concurso de Poesía "Gustavo Batista Cedeño" es concedido anualmente en Panamá por el Ministerio de Cultura a un poemario inédito en lengua castellana. Debe ser escrito por un autor panameño, por nacimiento o naturalización, menor a treinta y cinco años de edad. El premio es único sin embargo en ocasiones se han otorgado menciones honoríficas. Su dotación económica ha variado a través del tiempo.
Fue convocado por primera vez en 1992.

## Dotación
Se establece premio único que consta de una dotación económica de $5000.00 (USD), edición de la obra por la editorial Mariano Arosemena, pergamino y 75 ejemplares del libro publicado.

## Historia
Se creó en el año 1992 a través del Instituto Nacional de Cultura (en el año 2019 a través de la ley 11 pasó a ser Ministerio de Cultura de Panamá).  
El concurso honra la memoria del poeta Gustavo Batista Cedeño. Tiene como finalidad estimular la producción poética entre las nuevas generaciones de autores panameños y difundir las mejores obras de autores jóvenes.

## Poetas galardonados
| Año]]               | Autor (a)                     | Libro                                            |
| ------------------- | ----------------------------- | ------------------------------------------------ |
| Mariafeli Domínguez |                               |                                                  |
| Héctor M. Collado   |                               |                                                  |
| 1994                | Porfirio Salazar              | Canción para fundar un cuerpo                    |
| 1995                | Porfirio Salazar              | Epístola en verso para un Arlequín               |
| 1996                | Martín Testa                  | Estaciones ocupadas                              |
| 1997-1998           | No se convocó                 | No se convocó                                    |
| 1999                | Kátia Chiari                  | Lagartijas y estrellas                           |
| 2000                | Javier Alvarado               | Tiempos de vida y muerte                         |
| 2001                | Genaro Villalaz               | Baile de máscaras                                |
| 2002                | Eyra Harbar                   | Espejos                                          |
| 2003                | Angélica León Roux            | La paciencia de lo oscuro                        |
| 2004                | Javier Alvarado               | Aquí, todo tu cuerpo escrito                     |
| 2005                | Franz F. Castro               | Versos de amor imposible                         |
| 2006                | Lucy Cristina Chau            | La Virgen de la Cueva                            |
| 2007                | Javier Alvarado               | No me cubre de edad la primavera (poemas de Ocú) |
| 2008                | Magdalena Camargo             | Malos hábitos                                    |
| 2009                | Javier Romero Hernández       | Lluvia inflamable                                |
| 2010                | Franz F. Castro               | La antigua furia y pájaros sin alas              |
| 2011                | Luis A. Calvo R.              | Fuego de barrio y arado                          |
| 2012                | Magdalena Camargo Lemieszek   | El espejo sin imagen                             |
| 2013                | Victoria Mendoza              | Biografía del daño                               |
| 2014                | Javier Alvarado               | La vida en mi plato de pobre                     |
| 2015                | Ariel Romero Hernández        | Los faroles sostienen la noche                   |
| 2016                | Alessandra Monterrey Santiago | En un bosque donde todos los pájaros son llamas  |
| 2017                | Corina Rueda Borrero          | Ayer será otro día                               |
| 2018                | Magdalena Camargo Lemieszek   | El preciso camino hacia la nada                  |
| 2019                | Jaiko Jiménez Caín            | Vagando entre oscuros laberintos                 |
| 2020                | David Ng                      | Late afuera                                      |
| 2021                | Jaiko Jiménez Caín            | Todos los rostros son uno en el espejo           |
| 2022                | Elpidio González              | Temblor y caída                                  |